# Santa Llestra i Sant Quilis
Santa Llestra i Sant Quilis, també anomenat senzillament Santa Llestra, és un municipi de l'Aragó, a la comarca de la Ribagorça.
La temperatura mitjana anual és de 12,3° i la precipitació anual, 800 mm.